# Pasaż Róży w Łodzi
Pasaż Róży – projekt artystyczny obejmujący podwórze kamienicy przy ulicy Piotrkowskiej 3 w Łodzi.

## Charakterystyka
Podwórze Kamienicy Antoniego Engela przy ul. Piotrkowskiej 3 zostało ozdobione mozaiką ciętych luster o różnych kształtach. Projekt zrealizowano w ramach Festiwalu Łódź Czterech Kultur w 2014 roku. Autorką instalacji była Joanna Rajkowska. Lustrzane elementy tworzą figury przypominające róże. Nazwa pasażu odnosi się również do imienia córki artystki, u której zdiagnozowano nowotwór oczu. Refleksje związane z tym wydarzeniem stanowiły inspirację do stworzenia Pasażu Róży.
Pasaż Róży oddano do użytku w 2014 roku. W kolejnych latach był poddawany modernizacjom.

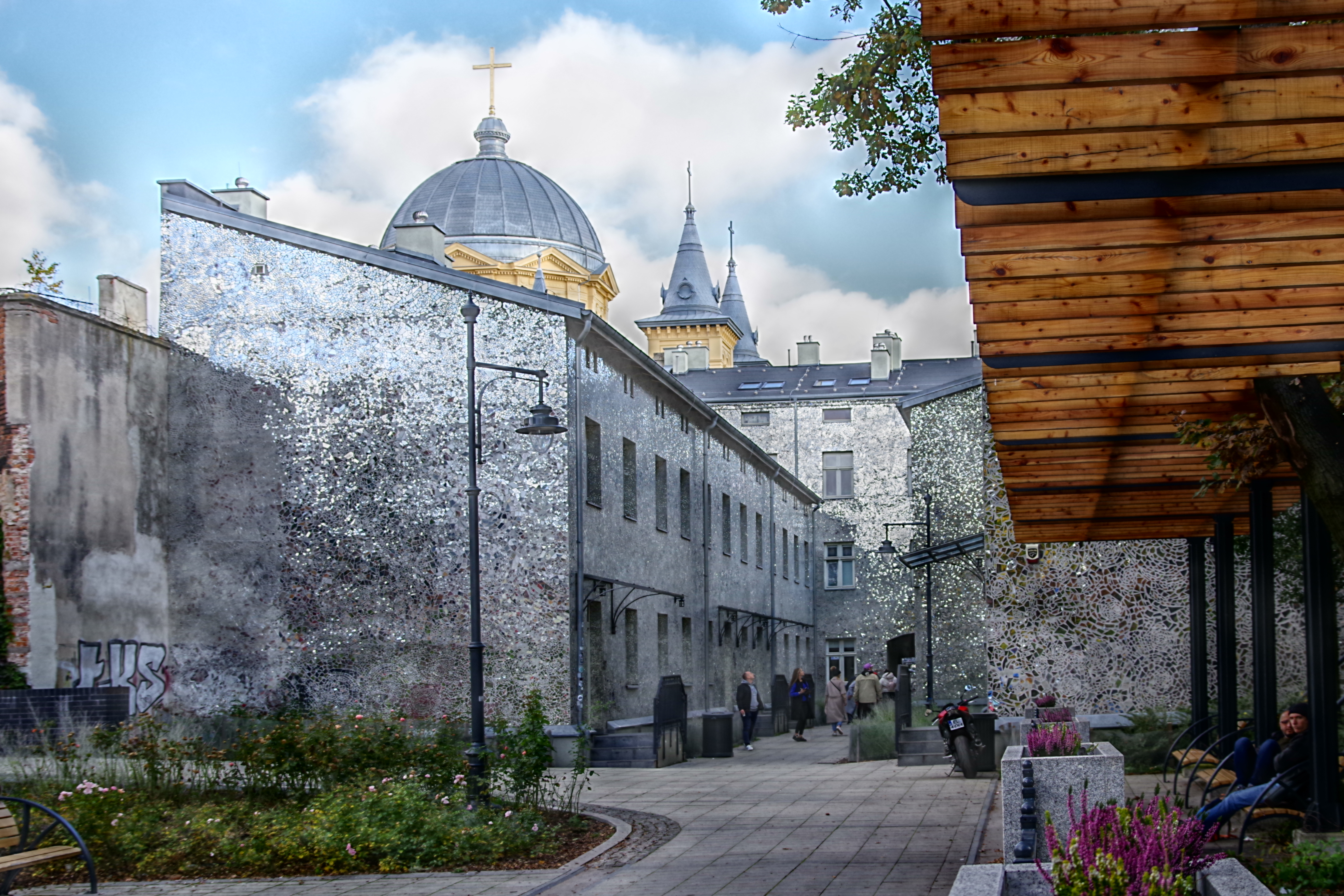
Łódź, Pasaż Róży
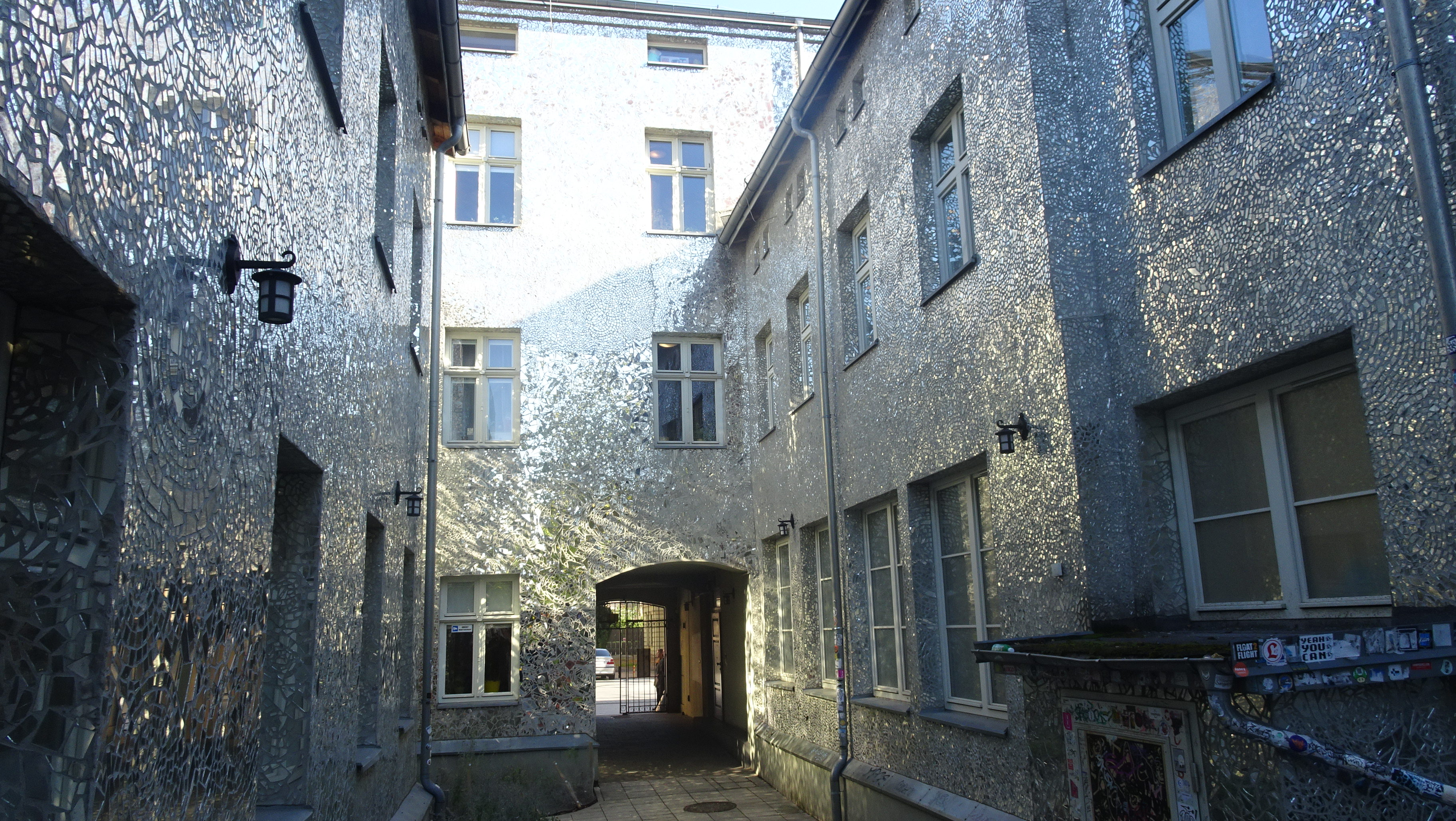
Łódź, Pasaż Róży
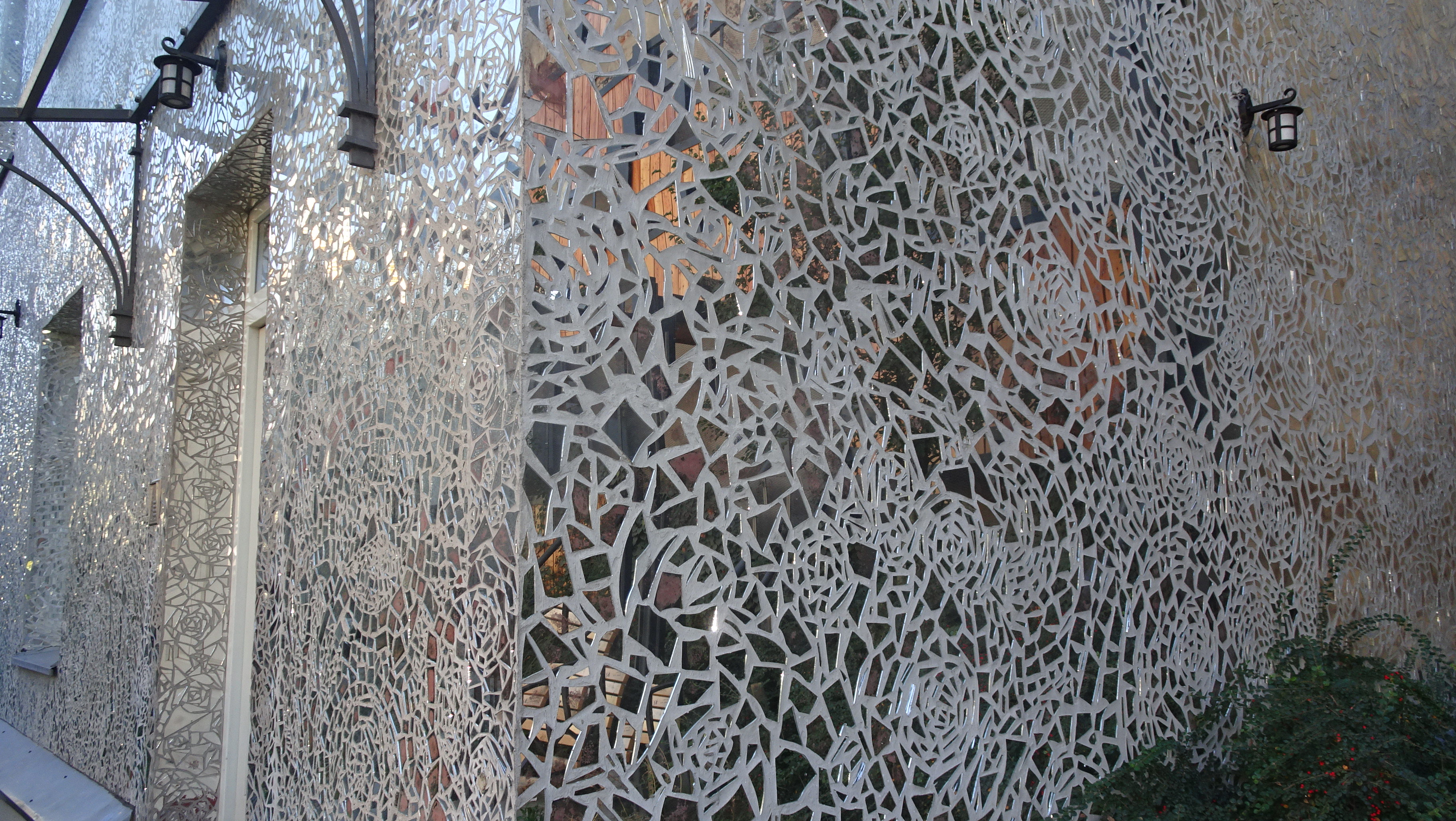
Łódź, Pasaż Róży, detal
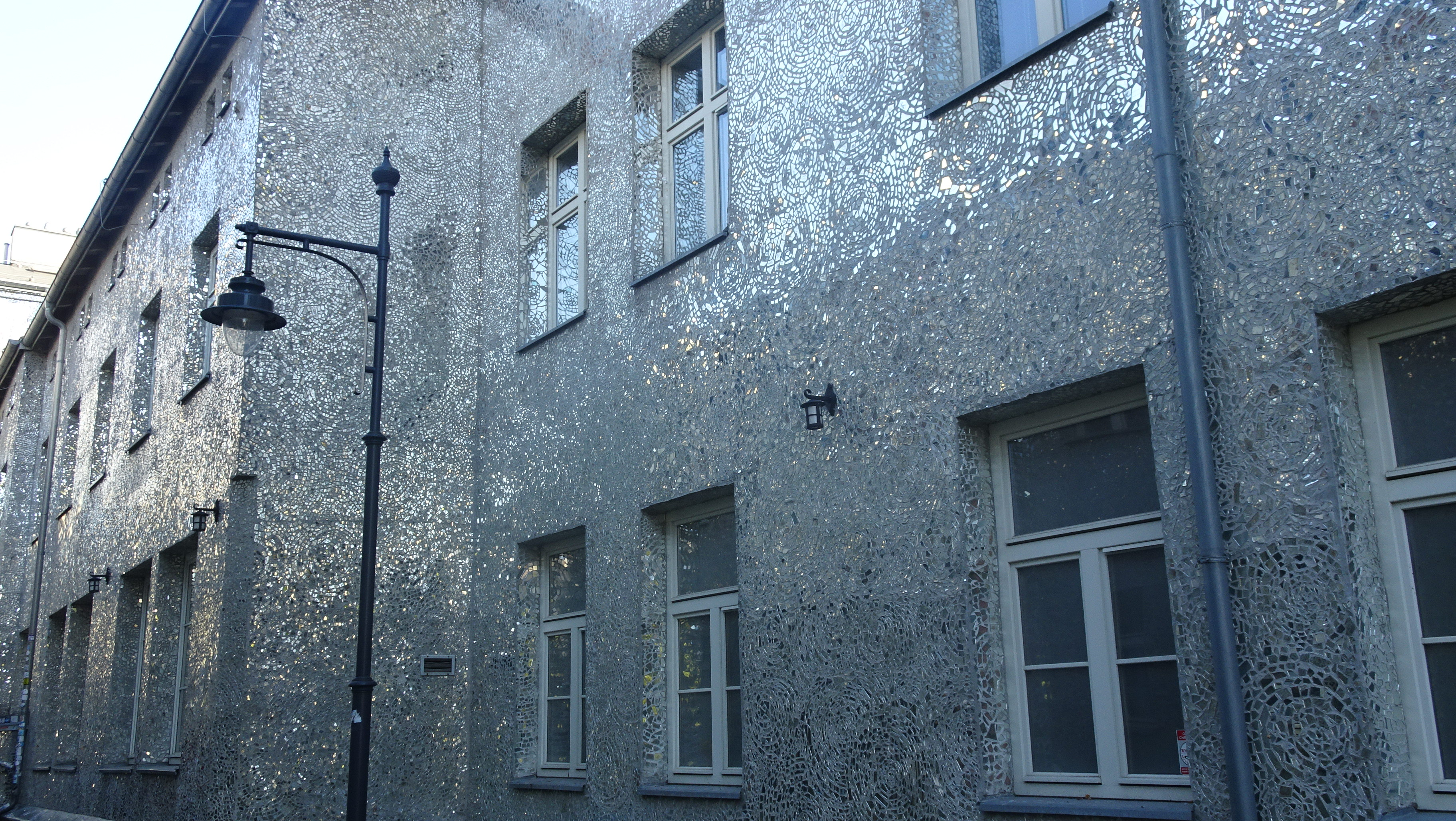
Łódź, Pasaż Róży